# Guérison du fils d'un officier
De nombreuses guérisons sont relatées dans le Nouveau Testament. Elles se rapportent pour la plupart aux soins apportés par Jésus à nos âmes pour les purifier de nos pêchés. La Guérison du fils d'un officier amène quelques éclaircissements supplémentaires à ce concept.

## Texte
Évangile selon Jean, chapitre 4, versets 46 à 54 : 
Il retourna donc à Cana en Galilée, où il avait changé l'eau en vin. Il y avait à Capernaüm un officier du roi, dont le fils était malade. Ayant appris que Jésus était venu de Judée en Galilée, il alla vers lui, et le pria de descendre et de guérir son fils, qui était près de mourir. Jésus lui dit : Si vous ne voyez des miracles et des prodiges, vous ne croyez point. L'officier du roi lui dit : Seigneur, descends avant que mon enfant meure. Va, lui dit Jésus, ton fils vit. Et cet homme crut à la parole que Jésus lui avait dite, et il s'en alla. Comme déjà il descendait, ses serviteurs venant à sa rencontre, lui apportèrent cette nouvelle : Ton enfant vit. Il leur demanda à quelle heure il s'était trouvé mieux; et ils lui dirent : Hier, à la septième heure, la fièvre l'a quitté. Le père reconnut que c'était à cette heure-là que Jésus lui avait dit : Ton fils vit. Et il crut, lui et toute sa maison. Jésus fit encore ce second miracle lorsqu'il fut venu de Judée en Galilée.
Traduction d'après Louis Segond.

## Officier du roi
La traduction de la Bible de Jérusalem parle de « fonctionnaire royal » là où Louis Segond traduit par « officier du roi ». Toutefois, avant la crucifixion de Jésus qui est intervenue alors que Ponce Pilate était préfet de Judée, il n'y a de roi ni en Galilée, ni en Judée, ni dans les territoires environnants. C'est seulement après le renvoi de Ponce Pilate (fin 36 - début 37) que Caligula sort Agrippa Ier de prison et le nomme roi de Batanée — les territoires confiés à Agrippa sont frontaliers de la Galilée et se trouvent de l'autre côté du Jourdain —. Les fils d'Hérode le Grand (Hérode Archélaos, Hérode Antipas et Philippe le Tétrarque) n'ont jamais obtenu le titre de roi. Certains critiques ont dont estimé qu'il s'agissait d'une erreur des évangélistes, alors que d'autres critiques font remarquer que ce texte est fort énigmatique et qu'on ne sait absolument pas comment l'interprétaient ceux à qui il était destiné, c'est-à-dire des juifs de l'empire romain parlant grec mais fortement imprégnés de culture hébraïque et de ses traditions littéraires dont témoignent les pesharim ou le midrash aggada.

## Homélie de Grégoire le Grand
L'homélie 28 de Grégoire le Grand bien que brève, est entièrement consacrée à ce miracle. Le Pape compare cette guérison à celle effectuée chez le centurion (Mt 8, 6-7). La foi de l'officier est mise en exergue, et cela pour avoir osé demander au Christ la guérison. Mais l'orateur ponctue son discours en précisant que là Jésus ne s'est pas déplacé car il ne faut pas suivre la richesse de ce monde, mais plutôt s'intéresser aux valeurs morales défendues par le Nouveau Testament. Grégoire le Grand cite le psaume 116, verset 6 : « le Seigneur garde les petits-enfants. » L'humilité doit être de mise à tout moment, l'orgueil est mauvais conseiller, et, il ne faut pas voir ce que l'on a, mais ce que l'on est. Cela rejoint la quête des vertus plus que la recherche des plaisirs terrestres.